# Biagui Kamissoko
Biagui Kamissoko est un footballeur professionnel français né le 9 février 1983 à Paris 13e. Kamissoko est originaire du Mali.

## Biographie
Le 1er janvier 2009, il signe un contrat en faveur du Stade de Reims pour 2 ans 1/2.
6 mois plus tard, alors que le Stade de Reims descend en national, il signe pour 2 ans au Vannes OC. Le 2 juillet 2013, il rejoint son club formateur et club de cœur, le Grenoble Foot 38, pour la prochaine saison de CFA, le club a pour objectif la montée en National.

## Carrière
- 2003 - Déc. 2008 :  Grenoble Foot
- Jan. 2009 - 2009 :  Stade de Reims
- 2009 - 2011 :  Vannes OC
- 2012 - 2013 :  Étoile Football Club Fréjus Saint-Raphaël
- 2013 - ... :  Grenoble Foot 38[3]